# Cerodontha zuskai
Cerodontha zuskai är en tvåvingeart som beskrevs av Nowakowski 1972. Cerodontha zuskai ingår i släktet Cerodontha och familjen minerarflugor. Inga underarter finns listade i Catalogue of Life.